# Eurypedus
Eurypedus is een geslacht van kevers uit de familie bladkevers (Chrysomelidae).
De wetenschappelijke naam van het geslacht werd in 1834 gepubliceerd door Johannes von Nepomuk Franz Xaver Gistel.

## Soorten
- Eurypedus thoni Barber, 1946